# Gottfried Aegler
Gottfried Aegler (* 10. Mai 1932 in Erlenbach im Simmental) ist ein Schweizer Musiker aus dem Kanton Bern.

## Leben
Seine Eltern waren Gastwirte in Erlenbach im Simmental und führten das Restaurant Linde. Dort kam Gottfried Aegler schon früh mit der Volksmusik in Berührung. Er absolvierte eine Lehre als Typograf und nahm Klarinettenunterricht bei Willy Tautenhahn an der Musikschule des Konservatoriums Bern. Bevor er die Ländlerkapelle Gottfried Aegler gründete, spielte er in der Formation seines Vaters. Mit dem Akkordeonisten Hansruedi Fuhrer war er als Kapelle Aegler-Fuhrer elf Jahre erfolgreich unterwegs. Auch die Blasmusik gehörte zu seinem Betätigungsfeld – erst spielte er dort Klarinette und betätigte sich dann als Dirigent. 1976 übernahm er den Musikverlag des Akkordeonisten Maurice Thöni in Lausanne. Von 1967 bis 1980 dirigierte er die Vereinigung Thuner Harmonikaspieler. 1980 konstituierte er eine aus 11 Mann bestehende Blaskapelle mit dem Ziel, Kompositionen von Maurice Thöni auf Tonträgern einzuspielen. An fast allen Eidgenössischen Ländler-Musikfesten bis 1995 war er Jurymitglied. 1989 wurde er für seine musikalischen Verdienste um die Volksmusik mit dem Goldenen Violinschlüssel ausgezeichnet.

## Werke (Auswahl)
- Kleine Folklore-Suite für Alphorn und Akkordeonorchester, Thöni, Nachf. G. Aegler, Erlenbach i. S., 1987 OCLC 82893990
  - Kleine Folklore-Suite für Alphorn F und Orgel, Thöni, Nachf. G. Aegler, Erlenbach i. S., 1998 OCLC 80659452
  - Kleine Folklore-Suite : für Alphorn in F und Blechbläserquartett, Edition Thöni, Nachf. G. Aegler, Erlenbach i. S., 1998 OCLC 84084490

- Jozsef in Form für Alphorn und Blasorchester, Thöni, Nachf. G. Aegler, Erlenbach i. S., 1996 OCLC 84632472
  - Jozsef in Form, Ländler-Walzer für Alphorn und Brassquintett, Thöni, Nachf. G. Aegler, Erlenbach i. S., 1996 OCLC 78985874
  - Jozsef in Form für Alphorn in F und Akkordeonorchester, Thöni, Nachf. G. Aegler, Erlenbach i. S., 1998 OCLC 83915134
- Dr gmüetlich Kientaler, Polka für Saxophonquartett, G. Aegler,  Erlenbach i. S., 1998 OCLC 81326505
  - Dr gmüetlich Kientaler, Polka für Klarinettenquartett, G. Aegler,  Erlenbach i. S., 2000 OCLC 83208551
- Folkloreabe ds Casablanca, Schnellpolka für Klarinettenquintett, G. Aegler,  Erlenbach i. S., 1998 OCLC 78662847
  - Folkloreabe ds Casablanca, Schnellpolka für Klarinettenoktett, G. Aegler,  Erlenbach i. S., 2000 OCLC 80873117
- Vier Miniaturen für vier Alphörner, Thöni, Nachf. G. Aegler, Erlenbach i. S., 1998 OCLC 78042881
- Alphorn-Polka für Alphorn in Fis und Akkordeonorchester, Edition Thöni, Nachf. G. Aegler, Erlenbach i. S., 1998 OCLC 84638306
  - Alphorn-Polka für Alphorn in Ges und Klarinettenquintett, Thöni, Nachf. G. Aegler, Erlenbach i. S., 12001 OCLC 428183264
- Feierliche Eröffnungsmusik für vier Alphörner, Edition Thöni, Nachf. G. Aegler, Erlenbach i. S., 1998 OCLC 79693260
- Vier kleine Stücke für vier Alphörner, Edition Thöni, Nachf. G. Aegler, Erlenbach i. S., 1998 OCLC 84502945
- Elegie, Tanz, Finale für Alphorn und Klavier, G. Aegler,  Erlenbach i. S., 2001 OCLC 82053549
  - Elegie, Tanz, Finale für Alphorn in Fis und Orgel,  G. Aegler,  Erlenbach i. S., 2001 OCLC 80873475